# Груньовий потік (притока Белянського потоку)
Груньовий потік (словац. Grúňový potok) — річка в Словаччині, ліва притока Белянського потоку, протікає в окрузі Ліптовський Мікулаш.
Довжина приблизно 4.0-4.5 км. Витік знаходиться в масиві Ліптовська улоговина (геоморфологічна підодиниця Гибянські пагорби — схил гори Грубий грунь) — на висоті близько 915 метрів.  Протікає територією села Виходна.
Впадає у Белянський потік на висоті приблизно 805-810 метрів.